# Campagne de Nouvelle-Guinée occidentale
Seconde Guerre mondiale, 
Guerre du Pacifique
Batailles
- Aitape
- Rivière Driniumor
- Raid de Hollandia
- Hollandia
- Wakde
- Lone Tree Hill
- Biak
- Noemfoor
- Sansapor
- Morotai
- Aitape-Wewak
- Takenaga

- Rabaul
- 1re Salamaua-Lae
- Mer de Corail
- Piste Kokoda
- Baie de Milne
- Goodenough
- Buna-Gona-Sanananda
- Lilliput
- Merauke

- Wau
- Mer de Bismarck
- I-Go
- 2e Salamaua-Lae
- Chronicle
- Monts Finisterre
- Bougainville
- Bombardement de Wewak
- Péninsule de Huon
- Nouvelle-Bretagne
- Bombardement de Rabaul

- Neutralisation de Rabaul
- Îles de l'Amirauté
- Emirau
- Take Ichi
- Nouvelle-Guinée occidentale

La campagne de Nouvelle-Guinée occidentale regroupe une série de batailles de la campagne de Nouvelle-Guinée de la Seconde Guerre mondiale.
La KNIL, les forces américaines et australiennes ont attaqué des bases et des positions japonaises dans les zones côtières du nord-ouest de la Nouvelle-Guinée néerlandaise et dans les parties voisines du territoire australien de Nouvelle-Guinée. La campagne débute par les opérations Reckless et Persecution, qui sont des débarquements amphibies du Ier corps américain à Hollandia et Aitape le 22 avril 1944. Les combats dans l'ouest de la Nouvelle-Guinée se poursuivront jusqu'à la fin de la guerre.

## Batailles majeures et sous-campagnes
- Débarquement sur Aitape
- Bataille de Hollandia
- Bataille de Wakde
- Bataille de Lone Tree Hill
- Bataille de Morotai
- Bataille de Biak
- Bataille de Noemfoor
- Bataille de la rivière Driniumor
- Bataille de Sansapor
- Campagne d'Aitape-Wewak